# زمردماهی شش‌خطه
زمردماهی شش‌خطه (نام علمی: Pseudocheilinus hexataenia) نام یک گونه از خانواده زمردماهیان است.